# Progress M-SO1
Progress M-SO1 (ryska: Прогресс М-СО1) var en modifierad rysk Progress som levererade den ryska luftslussen Pirs till rymdstationen ISS.
Den sköts upp med en Sojuz-U-raket från Kosmodromen i Bajkonur, den 14 september 2001 och dockade med ISS tre dagar senare, den 17 september.
Någras timmar efter att den lämnat stationen, den 26 september 2001, brann den planenligt upp i jordens atmosfär.

### Fotnoter
1. ↑  ”NASA Space Science Data Coordinated Archive” (på engelska). NASA. https://nssdc.gsfc.nasa.gov/nmc/spacecraft/display.action?id=2001-041A. Läst 1 mars 2020.
2. ↑  Manned Astronautics - Figures & Facts Arkiverad 27 oktober 2016 hämtat från the Wayback Machine., läst 15 juli 2016.